# Herakal, Siruguppa
Herakal là một làng thuộc tehsil Siruguppa, huyện Bellary, bang Karnataka, Ấn Độ.